# ベルゼブブ嬢のお気に召すまま。
『ベルゼブブ嬢のお気に召すまま。』（ベルゼブブじょうのおきにめすまま）は、matobaによる日本の漫画。『月刊少年ガンガン』（スクウェア・エニックス）にて、2015年8月号（2015年7月10日発売）から2020年6月号（2020年5月12日発売）まで連載された。おもな略称は「ベルまま。」。

## あらすじ
天界より堕ちた元天使である悪魔が暮らす魔界。その行政機関である万魔殿（パンデモニウム）では、大悪魔ベルゼブブを頂点とし、多くの悪魔たちが神の意志の下、来るべき最後の審判に備えて人間に試練を与えるべく働いている。ベルゼブブに仕えることとなった青年ミュリンは、公務中のクールさとは正反対な性格のベルゼブブに常に振り回されるが、両者は周囲の個性的な悪魔たちも交えてともに行動する内に仲を深めていく。

## 登場キャラクター一覧

### メインキャラクター
ベルゼブブ
声 - 大西沙織
本作の主人公。万魔殿の頂点に君臨する元熾天使の美少女悪魔。天界戦争の際はサタンの右腕として活躍した実力者であり、現在は不在のサタンに代わって数多くの実務をこなす。普段は真面目かつ有能な仕事ぶりからクールで上品な印象を与えるが、公務以外は「ゆるふわ」と評される雰囲気を醸し出し、ケサランパサランのようなもふもふしたものをこよなく愛する一面を見せるようになる。その天真爛漫な笑顔で男女問わず魅了する愛されキャラ。ミュリンと行動する中で次第に彼に特別な感情を抱くようになるが、周囲から「恋愛幼稚園児」と称されるほど鈍感なため、少しずつしか仲が進展しない。
七つの大罪の一つ、「暴食」を司る悪魔であるため、見た目によらず大食漢で怪力。かつては魔界の反乱分子を涼しい顔で撃退していたなど、数々の武勇伝を持っている。
ミュリン
声 - 安田陸矢
本作のもう一人の主人公。ベルゼブブの近侍頭として仕えることになった万魔殿の新人職員。純朴な性格で面倒見がよく、近侍としての実務力はアスタロトが認めるほど高い。一方で母親（声 - 杉山里穂）と双子の妹たち以外の異性に対する免疫は少なく、色恋沙汰にも疎い。当初は近侍になる以前に抱いていたベルゼブブへのイメージと実際の違いに翻弄されるが、次第に彼女の素の可愛さにときめくようになる。

### ベルゼブブの友人・同僚たち
ベルフェゴール
声 - 久野美咲
ベルゼブブの友人である元権天使の少女悪魔。人間界の情報収集をする外交部に所属するフランス担当官の1人。訛りの入った口調が特徴であるが、作者のmatobaは単行本の後書きで「広島弁にその他の方言を混ぜることで、魔界の別の地域の言葉を表現した」と語っている。愛称は「ベルフェゴっさん」「ごっちん」。極度のあがり症で、緊張したり感情が高ぶると尿意を催してしまう。特に恋愛感情を抱くアザゼルの前だと恥ずかしさで姿をくらますため、アザゼルからは怖がられていると勘違いされている。
髪色はピンクで、服装は青主体で長袖タイプのセパレート、縞模様のニーハイソックスを履いている。
アザゼル
声 - 日野聡
ベルゼブブに並ぶ古参の男性悪魔。元智天使で、現在は魔界の治安維持活動などを行う少数精鋭の特殊部隊「グリゴリ隊」の隊長を務める。鍛え抜かれた肉体と精悍な顔つきが特徴だが、内面はシャイで、甘いものや可愛いものをこよなく愛するなどギャップがある。趣味の一環で手芸といった物作りが得意。前述の性格ゆえに口下手であるため、周囲とコミュニケーションを図る際はフリップボードを使う。ミュリンからは「兄貴」と呼ばれて慕われている。
サルガタナス
声 - 加隈亜衣
アスタロトの近侍を務める女性悪魔。さぼりの常習犯であるアスタロトに容赦なく制裁を下すクールビューティーだが、可愛いものが好きという面をもち、周囲には悟らせないようにしている。また、恋愛に関しても初心で、アスタロトから面と向かって好意を伝えられると照れる。貧乳が悩みの種。
アスタロト
声 - 松岡禎丞、桑原由気（少年〈エウリノームが脳内で美少年化させた際の声〉）
万魔殿の財務大臣を務めるプレイボーイ風の悪魔。元熾天使。普段から優れたルックスを活かして仕事そっちのけで異性を口説くことが多く、その度にサルガタナスに捕らえられている。ベルゼブブの兄を自称し、彼女がサタン側についたからという理由で堕天するほどの愛情を抱いているが、当のベルゼブブからは引かれている。
エウリノーム
声 - 赤﨑千夏
眼鏡をかけた女性悪魔。陰に隠れて美少年を愛でることに全力を尽くすショタコン。逆に成長後の男性は視界に入れたくないほど毛嫌いしており、どうしてもという際は脳内で美少年化させることで補完している。
ダンタリオン
声 - 悠木碧
万魔殿図書館の館長。見た目はウサギ耳が特徴の美少年だが、実年齢は不明。万魔殿の古参メンバーの一人であり、数億冊はあるという図書館の蔵書を全て読破しているとされる。寸暇を惜しんで書物を読み漁り、勤務中に爆睡するほどのビブリオフィリア。満月の日とその前後一日ずつの計三日間は長身の青年の姿になる。
モレク
声 - 興津和幸
ベルゼブブやアザゼルに並ぶ古参悪魔。声が大きく自由奔放で、毎日親友と称するダンタリオンの傍にいることが多い。服の上からだと分かり辛いが、アザゼルに並ぶほどのマッチョである。

### サブキャラクター
ニスロク
声 - 松本忍
元権天使かつエデンの園の禁断の果実守衛でベルゼブブのお抱え料理人。常に眉間にシワが寄っている三白眼で、左頬に傷がある。一人称は「おいちゃん」もしくは「おいたん」で、ベルゼブブのことを「お嬢」と呼んでいる。ベルゼブブ曰く料理の腕は魔界一で、フルコースを3秒で作れるが、あまりの華麗な早業に服がはじけ飛ぶ。ベルゼブブのことを歳の離れた妹、もしくは娘のように思っており、彼女が特別な反応を見せるミュリンのことが気になっている。ちなみに、ミュリンの方からは「お母さんとかお姉さん的な、美人で優しい女性」と想像されている（一度対面した事はあるが、その時はニスロクが名乗らなかったのでミュリンは気づいていない）。
アドラメレク
声 - 小野坂昌也
服から建物内の装飾まで万魔殿の美術関係一切を取り仕切る。男だが口調は女で、いわゆるお姐さまである。ベルゼブブやベルフェゴールの制服は彼のデザインによるもの。
リリム
サキュバス課採用試験受験者の1人。髪を上の方で2つ結びにしている。「各々指定の職務に就きながらこちらから『好き』と言わずに任意の相手とキスをする」という期限なしの最終試験のターゲット（変更不可）にミュリンを選ぶも、彼の鈍感さとちょっとうまくいくとすぐ舞い上がって迷走してしまう自身のポンコツさのせいでなかなか上手くいかずに苦悩中。
モリガン
声 - 洲崎綾
人間界業務管理局誘惑部サキュバス課の長。2本のツノが生えており、左目が前髪で隠れている。穏やかで淑やかな大人の女性。
シトリー
インキュバス課の課長。髪は長め、口元にほくろがある。
カミオ
声 - 堀内賢雄
元天使でベルフェゴールの近侍。鳥のような容姿をしていて、頭に三本の毛（?）と右目に片眼鏡をかけている。彼女の「じいや」的存在。ベルフェゴールが「早くアザゼルに告白しないと、お嫁にいけないのではないか」と心配している。
初老の男性の姿に変身する事も出来るが、燃費が悪く、頻繁にエネルギー（たまごボーロ）を補給する必要があるため滅多にやらない。
レラージェ
サルガタナスの学生時代の友人。明るい茶髪を上の方で2つ結びにしている。パティシエで「フリュイ・デファンデュ」というケーキ店を営んでいる。
マルコシアス
天界外交官にしてミカエル近侍である主天使かつ悪魔。天界戦争の折、巻き込まれる形で堕天した過去を持つ。カールした銀髪を上の方で2つ結びにしており、狼の耳と尻尾が生えている。ベルゼブブの幼馴染で「マル子」と呼ばれているが、本人は嫌がっている。ベルゼブブと仲が悪そうに見えるが、ツンデレなだけでベルゼブブの事を大切に思っている。
シェムハザ
万魔殿グリゴリ隊副隊長かつアザゼル近侍。2本のツノが生えており前髪が長いため、両目が隠れている（アップされると描写されることがある）。主にアザゼルの食事にプロテインをかけている。ミュリンとはアパートの部屋が隣で、なんやかんや仲良くやっている。エウリノームとは幼稚園からの幼馴染で、昔から彼女に好意を寄せている。
マモン
元天使で人間界の物品を魔界に輸入する部署である貿易部の部長。関西弁のような言葉で話し、ツインテールの髪形とダボダボの所謂「萌え袖」の制服を着た幼女。お金に目がないようで、小銭が落ちてないかと自販機の下に頭を突っ込み、抜けなくなっていた所をミュリンに助けられた。庶民風のものが好みで、食べ物は納豆かけご飯が好物。ミュリンも「庶民顔」という理由で好意的で、納豆かけご飯に卵を足すことを教えられてから「師匠」と呼んでいる。

## 制作背景・作風
本作の原案は、作者のmatobaが『魔女の心臓』が完結する1年前から考案していた複数のプロットのうち、ジャック・カゾットの小説『悪魔の恋』を下敷きにした案が元となっている。プロットでは『悪魔の恋』の影響を受けて、男性的に描かれることの多いベルゼブブを少女として描くことが決まっており、本連載にそのまま受け継がれている。
作品の内容は、主人公とその側近を中心とする悪魔たちの日常を一話完結型で描いたコメディ漫画となっている。構想段階では人間界を舞台にベルゼブブが人間の青年に恋をする展開だったが、matobaが人間界と魔界のギャップについての話よりも女子の恋愛感情を主とした物語にしたいと考えたため、魔界を舞台とする日常系の作品となった経緯がある。
漫画の形式は、1ページに1つの4コマ漫画を掲載する「ワイド4コマ形式」を基本にしており、そこに通常のコマ割りがなされたストーリーパートが差し込まれる形となっている。ストーリーパートは登場人物の感情表現を描くために挿入されていたが、話数が進むにつれて1話辺りに占める分量が増加するようになっている。

## 書誌情報
- matoba『ベルゼブブ嬢のお気に召すまま。』スクウェア・エニックス〈ガンガンコミックス〉、全12巻
  1. 2016年3月12日発行（同日発売[6]）、ISBN 978-4-7575-4902-9
  2. 2016年8月22日発行（同日発売[7]）、ISBN 978-4-7575-5074-2
  3. 2016年11月22日発行（同日発売[8]）、ISBN 978-4-7575-5151-0
  4. 2017年3月22日発行（同日発売[9]）、ISBN 978-4-7575-5272-2
  5. 2017年8月22日発行（同日発売[10]）、ISBN 978-4-7575-5437-5
  6. 2017年12月22日発行（同日発売[11]）、ISBN 978-4-7575-5550-1
  7. 2018年4月21日発行（同日発売[12]）、ISBN 978-4-7575-5691-1
  8. 2018年9月21日発行（同日発売[13]）、ISBN 978-4-7575-5844-1
  9. 2018年12月22日発行（同日発売[14]）、ISBN 978-4-7575-5930-1
    - 『ミニカラー画集つき特装版』同日発売[15]、ISBN 978-4-7575-5931-8

  10. 2019年5月11日発行（同日発売[16]）、ISBN 978-4-7575-6114-4
  11. 2019年11月12日発行（同日発売[17]）、ISBN 978-4-7575-6338-4
  12. 2020年7月10日発行（同日発売[18]）、ISBN 978-4-7575-6740-5

## テレビアニメ
2018年10月より12月まで朝日放送テレビ・TOKYO MXほかにて放送された。ナレーションは井上喜久子。

### スタッフ
- 原作 - matoba[4]
- 監督 - 和ト湊[4]
- シリーズ構成・脚本 - 冨田頼子[4]
- キャラクターデザイン - 住本悦子[4]
- 総作画監督 - 住本悦子、伊藤大翼、依田正彦[4]
- プロップデザイン - 住本悦子、依田正彦[4]
- 美術監督 - 本田光平[4]
- 美術設定 - 綱頭瑛子[4]
- 色彩設計 - 木村聡子[4]
- 撮影監督 - 小畑芳樹[4]
- 編集 - 長谷川舞[4]
- 音響監督 - 本山哲[4]
- 音楽 - 分島花音、千葉"naotyu-"直樹[4]
- 音楽制作 - アニプレックス
- 音楽プロデューサー - 松本美穂
- プロデューサー - 中山信宏、安井一成、小松翔太、椛嶋麻菜美、塩谷佳之、長谷川嘉範、上林賢治
- アニメーション制作 - ライデンフィルム[4]
- 製作 - 「ベルまま。」製作委員会（アニプレックス、ABCアニメーション、SQUARE ENIX、CA-Cygamesアニメファンド、TOKYO MX、ムービック、スタジオマウス、キュー・テック）[4]

### 主題歌
「ピンクレモネード」
三月のパンタシアによるオープニングテーマ。作詞は分島花音、作曲はやいり、編曲は堀江晶太、やいり。
「あくまで恋煩い」
ベルゼブブ（大西沙織）、ベルフェゴール（久野美咲）、サルガタナス（加隈亜衣）によるエンディングテーマ。作詞・作曲は分島花音、編曲は千葉"naotyu-"直樹。

### 各話リスト
| 話数   | サブタイトル                       | 絵コンテ            | 演出            | 作画監督                                                                      |
| ------ | ---------------------------------- | ------------------- | --------------- | ----------------------------------------------------------------------------- |
| 第1話  | ボーイ・ミーツ・モフみガール。     | 和ト湊              | 有冨興二        | 住本悦子 和田佳純 山本晃宏                                                    |
| 第1話  | 近侍の心、閣下知らず。             | 和ト湊              | 有冨興二        | 住本悦子 和田佳純 山本晃宏                                                    |
| 第2話  | 兄貴はメルヘンなお味。             | 和ト湊              | 牧野友映        | 阿部達也 山村俊了                                                             |
| 第2話  | 登場、バイブレーションガール。     | 和ト湊              | 牧野友映        | 阿部達也 山村俊了                                                             |
| 第3話  | 翼をつけた元天使（エンジェル）。   | 井出安軌            | 大薮恭平        | 出口花穂 関口雅浩 岩田芳美                                                    |
| 第3話  | その近侍、ドSにつき。              | 井出安軌            | 大薮恭平        | 出口花穂 関口雅浩 岩田芳美                                                    |
| 第4話  | 羽ばたけ！想像の翼。               | 川畑えるきん 和ト湊 | 川久保圭史      | 小澤円、白川茉莉、古谷梨絵 やまだまや、櫻井拓郎、阿部達也                     |
| 第4話  | 閣下、はじめてのお見舞い。         | 川畑えるきん 和ト湊 | 川久保圭史      | 小澤円、白川茉莉、古谷梨絵 やまだまや、櫻井拓郎、阿部達也                     |
| 第5話  | ちょっぴりビター、ビブリオマニア。 | 有冨興二            | 有冨興二        | 和田佳純、前原薫、志賀道憲 岡田雅人、清原寮                                   |
| 第5話  | 進め、ブラウニーとともに。         | 有冨興二            | 有冨興二        | 和田佳純、前原薫、志賀道憲 岡田雅人、清原寮                                   |
| 第6話  | 9センチ分の。                      | 高本宣弘            | 神原敏昭 和ト湊 | 住本悦子 佐川遥 斎藤和也 三橋桜子                                             |
| 第6話  | 閣下の秘密。                       | 高本宣弘            | 神原敏昭 和ト湊 | 住本悦子 佐川遥 斎藤和也 三橋桜子                                             |
| 第7話  | パンデモ湯よいとこ一度はおいで。   | 井出安軌            | 宮澤良太 和ト湊 | 阿部達也、川口弘明、山本晃宏 古谷梨絵、井上貴騎、藤澤俊幸                     |
| 第7話  | “もっと知りたい”のに…。            | 井出安軌            | 宮澤良太 和ト湊 | 阿部達也、川口弘明、山本晃宏 古谷梨絵、井上貴騎、藤澤俊幸                     |
| 第8話  | かわいいって言いたい。             | 牧野友映            | 牧野友映        | 畠山佳苗、沼田広、重松晋一 西村元秀、清水博幸、阿部達也                       |
| 第8話  | 海に行こう。                       | 牧野友映            | 牧野友映        | 畠山佳苗、沼田広、重松晋一 西村元秀、清水博幸、阿部達也                       |
| 第9話  | ふたり、ときどきすれ違い。         | 西森章              | ZEAL VISION     | なかじまちゅうじ、吉田肇、羽野広範 Big Owl、Revival                           |
| 第9話  | 夢を見たから。                     | 西森章              | ZEAL VISION     | なかじまちゅうじ、吉田肇、羽野広範 Big Owl、Revival                           |
| 第10話 | 缶コーヒー1本分の距離。            | 高本宣弘            | 池田ユウキ      | なまためやすひろ、小澤円、白川茉莉 古谷梨絵、清水博幸、井上貴騎               |
| 第10話 | 寒い日、あなたの香り。             | 高本宣弘            | 池田ユウキ      | なまためやすひろ、小澤円、白川茉莉 古谷梨絵、清水博幸、井上貴騎               |
| 第11話 | ごっちん・IN・メリーランド。       | 有冨興二            | 有冨興二        | 和田佳純 前原薫 佐川遥 芳我恵理子                                             |
| 第12話 | 閣下の心、近侍知らず。             | 井出安軌            | 牧野友映        | 畠山佳苗、藤澤俊幸、山本晃宏、井上貴騎 古谷梨絵、阿部達也、清水博幸、和田佳純 |
| 第12話 | その気持ちの名前は。               | 井出安軌            | 牧野友映        | 畠山佳苗、藤澤俊幸、山本晃宏、井上貴騎 古谷梨絵、阿部達也、清水博幸、和田佳純 |

### 放送局
| 放送期間                      | 放送時間                     | 放送局         | 対象地域   | 備考                                |
| ----------------------------- | ---------------------------- | -------------- | ---------- | ----------------------------------- |
| 2018年10月11日 - 12月27日     | 木曜 2:50 - 3:20（水曜深夜） | 朝日放送テレビ | 近畿広域圏 | 『水曜アニメ〈水もん〉』第2部       |
| 2018年10月14日 - 12月29日     | 日曜 1:50 - 2:20（土曜深夜） | テレビ愛知     | 愛知県     | 最終話（第12話）のみ土曜3:05 - 放送 |
| 2018年10月14日 - 12月30日     | 日曜 0:30 - 1:00（土曜深夜） | TOKYO MX       | 東京都     | 製作参加                            |
|                               |                              | とちぎテレビ   | 栃木県     |                                     |
|                               |                              | 群馬テレビ     | 群馬県     |                                     |
|                               |                              | BS11           | 日本全域   | BS放送 / 『ANIME+』枠               |
| 2018年10月16日 - 2019年1月1日 | 火曜 22:00 - 22:30           | AT-X           | 日本全域   | CS放送 / リピート放送あり           |

| 配信開始日     | 配信時間                     | 配信サイト |
| -------------- | ---------------------------- | --- |
| 2018年10月11日 | 木曜 2:50 - 3:20（水曜深夜） | AbemaTV |
| 2018年10月15日 | 月曜 12:00 更新              | dアニメストア U-NEXT アニメ放題 GYAO! ニコニコチャンネル バンダイチャンネル Amazonプライム・ビデオ ひかりTV ビデオマーケット DMM.com music.jp FOD |
|                | 月曜 23:30 - 火曜 0:00       | ニコニコ生放送 |
| 不明           | 不明                         | ビデオパス J:COMオンデマンド Hulu |

### BD / DVD
| 巻 | 発売日         | 収録話          | 規格品番      | 規格品番      |
| 巻 | 発売日         | 収録話          | BD限定版      | DVD限定版     |
| -- | -------------- | --------------- | ------------- | ------------- |
| 1  | 2018年12月26日 | 第1話 - 第2話   | ANZX-13021/2  | ANZB-13021/2  |
| 2  | 2019年1月30日  | 第3話 - 第4話   | ANZX-13023/4  | ANZB-13023/4  |
| 3  | 2019年2月27日  | 第5話 - 第6話   | ANZX-13025/6  | ANZB-13025/6  |
| 4  | 2019年3月27日  | 第7話 - 第8話   | ANZX-13027/8  | ANZB-13027/8  |
| 5  | 2019年4月24日  | 第9話 - 第10話  | ANZX-13029/30 | ANZB-13029/30 |
| 6  | 2019年5月29日  | 第11話 - 第12話 | ANZX-13031/2  | ANZB-13031/2  |

### Webラジオ
ベルゼブブ役の大西沙織とミュリン役の安田陸矢がパーソナリティを務める『パンデモニウムモンブラン〜ベルゼブブ嬢のお気に召すまま。〜』が、音泉にて2018年10月2日から2019年1月22日まで配信された。

### コラボレーション
2018年10月20日、湘南のハロウィンパーティの一環で、湘南ベルマーレとのコラボイベント「湘南ベルままーれ」が、北海道コンサドーレ札幌戦で開催された。ブース出展やコラボ品の他、安田陸矢がゲスト出演する。

## ゲーム
三国志大戦
三国志を題材にしたセガのアーケードゲーム。matobaがイラストレーターとして参加しており、本作のベルゼブブをモデルにした郭皇后（声 - 大野柚布子）が登場している。